# Verrucaria irmscheriana
Verrucaria irmscheriana är en lavart som beskrevs av Christian Friedo Eckhard Erichsen. 
Verrucaria irmscheriana ingår i släktet Verrucaria och familjen Verrucariaceae. Arten är reproducerande i Sverige.